# Karl Brunner (generale SS)
Karl Brunner (Passavia, 26 luglio 1900 – Monaco di Baviera, 7 dicembre 1980) è stato un generale e poliziotto tedesco, SS-Brigadeführer e Generalmajor della polizia e delle SS, SS- und Polizeiführer a Salisburgo e Bolzano.
Prestò servizio al comando dell'Einsatzkommando 4/I durante l'invasione della Polonia e nelle prime fasi dell'occupazione tedesca, con l'incarico dell'uccisione dei civili polacchi. Durante la sua permanenza nel Nord Italia fu anche responsabile dell'arresto e della deportazione degli ebrei nella sua area di giurisdizione, nonché delle rappresaglie contro i civili italiani.

## Biografia
Nacque a Passau il 26 luglio 1900 nell'allora Regno di Baviera all'interno dell'Impero tedesco. Durante la prima guerra mondiale, dal settembre 1917 in poi, prestò servizio nel 16º reggimento di fanteria bavarese "Großherzog Ferdinand von Toskana", dal quale fu congedato nel 1919 con il grado di tenente. Subito dopo si unì ai Freikorps, una milizia paramilitare di destra, e fece parte della Brigata dei marine Ehrhardt nel 1922-1923. Dopo aver studiato legge all'Università di Monaco, lavorò come avvocato dal 1927 in poi.
Durante il suo periodo nelle SS salì al grado di Generalmajor della polizia, promosso il 21 ottobre 1942, e SS-Brigadeführer, promosso il 9 novembre 1942. Fu anche insignito della Croce di ferro di prima classe nel gennaio 1945. Il suo numero di appartenenza alle SS fu 107161 e nel partito nazista 1903386.
Nel dopoguerra, lavorò per l'Organizzazione Gehlen, un predecessore del Bundesnachrichtendienst, il servizio di intelligence nella Germania occidentale. Nel 1956 rientrò al servizio del governo bavarese, salendo al grado di Regierungsrat nel distretto di Pfaffenhofen. Morì nel 1980, non affrontò mai alcuna accusa per la condotta criminale tenuta nelle SS durante la guerra.

### Carriera
Nel marzo 1933, Brunner si unì alle Sturmabteilung e al partito nazista. Nel giugno 1934 entrò nelle Schutzstaffel e, da gennaio a settembre 1935, lavorò nel SiPo. Dall'aprile 1937 al giugno 1940 fu a capo della Gestapo a Monaco. In questo ruolo fu responsabile di assicurare un impiego in una fabbrica di aerei per Max Troll, comunista e informatore che tradì oltre 250 membri della resistenza consegnandoli alla Gestapo tra il 1933 e il 1936. Durante l'invasione della Polonia, Brunner prestò servizio come capo dell'Einsatzkommando 4/I fino al novembre 1939, incaricato dell'uccisione dei civili polacchi all'interno dell'operazione Tannenberg. Dall'inizio del 1940 all'aprile 1944 fu ispettore della polizia di sicurezza a Salisburgo e contemporaneamente, dal marzo 1941, diresse l'Amt Ia presso l'Ufficio centrale per la sicurezza del Reich.
Dal 15 settembre 1943 fu anche SS- und Polizeiführer delle Prealpi, con sede a Bolzano, carica che mantenne fino alla fine della guerra. Durante la sua permanenza in Italia, Brunner fu responsabile della deportazione degli ebrei italiani nei campi di sterminio e delle rappresaglie contro civili e partigiani italiani. Poco dopo il suo arrivo nel Nord Italia, il 12 settembre 1943, ordinò l'arresto di tutti gli ebrei nella sua giurisdizione. Fu accusato di alcune atrocità commesse in Italia. Dopo la resa tedesca scoppiarono i festeggiamenti della popolazione di lingua italiana, infatti gli scontri tra le truppe tedesche e i partigiani italiani, noti come battaglia di Bolzano, videro 11 persone uccise a Merano il 30 aprile e 41 persone uccise a Bolzano il 3 maggio 1945, quando le unità della Wehrmacht e delle SS intervennero contro un corteo sparando sui civili.
Fu arrestato a Bolzano il 13 maggio 1945, trascorse i successivi tre anni nei campi di prigionia britannici, di cui l'ultimo anno a Island Farm, fu rilasciato nel maggio 1948.